# Pedro Grau y Arola
Pedro Grau y Arola CMF (* 2. Februar 1903 in Sant Jaume de Viladrover; † 4. März 2002) war Apostolischer Vikar von Quibdó.

## Leben
Pedro Grau y Arola trat der Ordensgemeinschaft der Claretiner bei und empfing am 29. Mai 1926 die Priesterweihe.
Pius XII. ernannte ihn am 24. März 1953 zum Apostolischen Vikar von Quibdó und Titularbischof von Pella. Der 
Erzbischof von Bogotá und Militärvikar von Kolumbien, Crisanto Kardinal Luque y Sánchez, spendete ihm am 31. Mai desselben Jahres die Bischofsweihe; Mitkonsekratoren waren Emilio de Brigard Ortiz, Weihbischof in Bogotá, und Tulio Botero Salazar CM, Bischof von Zipaquirá.  
Er nahm an allen Sitzungsperioden des Zweiten Vatikanischen Konzils teil. Am 6. Juni 1983 nahm Papst Johannes Paul II. sein altersbedingtes Rücktrittsgesuch an.